# ブリップ
ブリップ（Blip）とは、トミー工業（現タカラトミー）から1977年（昭和52年）に発売された、携帯型ゲーム機の1つである。
ゼンマイで動力するポンテニスクローンの一種に数えられる。

## 概要
設計者はHikoo Usami。
1975年に発売されたAtari・ホーム・ポンの大ヒットを受け、エポック社・テレビテニスや任天堂・テレビゲーム15を筆頭に、複数の玩具メーカーから「ポンクローン」と呼ばれるポンのコピーゲーム、亜流ゲームなどがリリースされた。1977年に発売された当ゲームである『トミー・ブリップ』もその内の1つだが、テレビに接続してプレイするゲーム機とは異なり、携帯型ゲーム機である所が特徴。
外箱の方には英語で『The Digital Game』と表記されているが、実際はゼンマイを動力としており、CPUやLSI等は使用していない機械式である。よって厳密には携帯型ゲーム機や電子ゲーム機にも分類しない、未分類のゲーム機という事になる。
ブリップは海外でも『Blip』のタイトル名で発売されており、アメリカでは大ヒット商品となった。
当ゲーム機が発売された1977年の年末、クリスマスに大量販売を記録している。
また続編として「ブリップ・PART2 ワールドテニス」も発売された。

## ゲームプレイ
プラスチック製本体の中央に、透明なスクリーン が搭載されており、フィールドを分割するラインが引かれている。本体にはプレイヤー数選択ボタン、タイマーダイヤル、3つのサーブボタンが搭載されている。ポンのパドルに当たる部分は3分割され、それぞれの横に1・2・3の文字が表示されたサーブボタンがある。ボールが飛んで来ると予測された部位のボタンを押しボールは相手方にサーブされる。予測が外れるとミスとなり、相手にスコアが入る。
本体内部はボールに相当するLEDライトが搭載されたアームが歯車（ギア）で駆動しており、ゼンマイ式ばねを動力にして作動する。アームはランダムに動作する為、ボールを打ち返すにはかなりの反射神経が要求される。本体を動作するには電池が必要とされているが、これは本体に搭載されるLEDライトを点灯させる役割で存在している。
ゲームの方はゼンマイが切れるか、どちらかのプレイヤーが10ポイントを獲得するとその時点で終了となる。

## 参照
- Hand Held Museum website showing images of the game.
- The patent for Blip.